# Sandy Smolan
Sandy Smolan (...) è un regista, produttore televisivo e sceneggiatore statunitense.

## Carriera
Sandy Smolan ha iniziato la sua carriera come regista di documentari. Ha diretto I diari del Maghreb, quando aveva 20 anni, girato in cinque mesi in Algeria, Tunisia e Marocco. Ha lavorato con Morley Safer e Charles Kuralt su due speciali per la CBS News e ha lavorato con Jim Brown su The Weavers: Wasn't That A Time. Ha prodotto numerosi programmi per la PBS, tra cui alcuni premiati cortometraggi, molti della serie "Day In The Life".
È stato candidato come miglior regista per l'Emmy Award-winning per la ABC con Betty Buckley. I suoi film per la televisione comprendono The Last Soldier per la HBO, la mini-serie Beach Girls con Rob Lowe e Julia Ormond per Lifetime, e A place to be per la CBS. Sempre per la CBS ha diretto l'eppisodio pilota della serie Middle Ages e si affermò come uno dei registi televisivi migliori di Hollywood, a cominciare da Avvocati a Los Angeles, e proseguendo con decine di serie tra cui Un medico tra gli orsi, Ponte di Brooklyn, La famiglia Brock, Ally McBeal, The District, Ed, Dawson's Creek , Everwood, Chicago Hope e The O.C..
È diventato uno dei registi più importanti  per la creazione di programmi originali per Internet e ha recentemente diretto la serie web in dieci parti "In Gayle We Trust" per nbc.com e la serie web "First Day" per Alloy Entertainment, vincitore del "2010 Advertising Age Media Vanguard Award.
Il documentario di Smolan "12 Stones", che tratta della trasformazione di un gruppo di donne analfabete nel sud del Nepal ha recentemente vinto il premio della giuria per il miglior documentario breve a Tallahassee e Newport Beach Film Festival. Ha anche prodotto e diretto numerosi documentari, tra cui film per la Fondazione Bill e Melinda Gates e per la televisione pubblica.
Durante le riprese del film Rachel River (1987) conosce l'attrice Pamela Reed, la quale diventerà sua moglie nel 1988. La coppia ha due figli adottivi dal nome di Reed e Lily.

## Filmografia

### Regista

#### Film
- Rachel River (1987)
- Vietnam War Story: The Last Days (1989)
- 12 Stones (2009)

#### Film TV
- A Day in the Life of Hawaii (1984)
- A Place to Be Loved (1993)

#### Serie TV
- ABC Afterschool Specials (1 episodio) (1989)
- Avvocati a Los Angeles (3 episodi) (1989)
- Doogie Howser (2 episodi) (1989-1991)
- Un medico tra gli orsi (3 episodi) (1990-1991)
- Eddie Dodd (episodi sconosciuti) (1991)
- E giustizia per tutti (1 episodio) (1991)
- Sisters (3 episodi) (1991-1992)
- The Heights (episodi sconosciuti) (1992)
- Middle Ages (1 episodio) (1992)
- Oltre il ponte (1 episodio) (1992)
- Una famiglia come le altre (1 episodio) (1992)
- Class of '96 (1 episodio) (1993)
- The Great Defender (1 episodio) (1995)
- Progetto Eden (1 episodio) (1995)
- La famiglia Brock (1 episodio) (1995)
- Dangerous Minds (episodi sconosciuti) (1996)
- Papà Noè (2 episodi) (1996)
- Chicago HOpe (3 episodi) (1996-1998)
- Weird Science (1 episodio) (1997)
- Dellaventura (1 episodio) (1997)
- Ally McBeal (2 episodi) (1997-1998)
- Love Boat - The Next Wave (1 episodio) (1998)
- Sins of the City (episodi sconosciuti) (1998)
- Legacy (episodi sconosciuti) (1998)
- Wasteland (2 episodi) (1999)
- Beggars and Choosers (3 episodi) (1999)
- Ally (episodi sconosciuti) (1999)
- Dawson's Creek (4 episodi) (1999-2000)
- Jack & Jill (1 episodio) (2000)
- L'incredibile Michael (1 episodio) (2000)
- The Huntress (episodi sconosciuti) (2000)
- Un detective in corsia (2 episodi) (2000-2001)
- Ed (1 episodio) (2001)
- The District (4 episodi) (2000-2002)
- Miss Match (1 episodio) (2003)
- Everwood (5 episodi) (2003-2005)
- One Tree Hill (1 episodio) (2004)
- The O.C. (2 episodi) (2004)
- The Mountain (2 episodi) (2004)
- Beach Girls (Mini serie TV) (episodi sconosciuti) (2005)
- Three Moons Over Milford (1 episodio) (2006)
- Brothers & Sisters - Segreti di famiglia (2 episodi) (2007)
- October Road (2 episodi) (2007-2008)
- Eli Stone (1 episodio) (2008)
- Men in Trees - Segnali d'amore (1 episodio) (2008)
- The Middleman (1 episodio) (2008)
- Greek - La confraternita (1 episodio) (2008)
- Mental (1 episodio) (2009)
- In Gayle We Trust (10 episodi) (2010)
- Gigantic (1 episodio) (2010)
- First Day (13 episodi) (2010-2011)

### Produttore

#### Film
- Rachel River (1987)
- 12 Stones (2009)

#### Film TV
- The Cowboy, the Craftsman and the Ballerina (1981)
- Jilliard & Beyond: A Life in Music (1982)
- A Day in the Life of Hawaii (1984)

### Sceneggiatore

#### Film TV
- A Day in the Life of Hawaii (1984)